# Der verkaufte Großvater
Der verkaufte Großvater ist eine deutsche Volkskomödie von Anton Hamik, veröffentlicht unter dessen Pseudonym Franz Streicher.

## Handlung
Ein reicher Bauer erfährt, dass der Großvater eines armen Bauern zwei Häuser besitzt. Deshalb versucht er, dem armen Bauern seinen Großvater abzukaufen. Der Großvater ist jedoch noch listiger als der Erbschleicher, und so nimmt alles ein gutes Ende für den armen Bauern, dessen Sohn dann auch noch die Tochter des reichen Bauern bekommt.

## Aufführungen
Unzählige Variationen dieses Stückes wurden und werden auf deutschsprachigen Bühnen aufgeführt, einige wurden für das Fernsehen aufgezeichnet:
- 1942: von Joe Stöckel mit Josef Eichheim als Großvater
- 1955: von Willy Millowitsch und John Olden (Fernsehregie) (Millowitsch-Theater), mit Franz Schneider als Großvater und Willy Millowitsch, Elsa Scholten, Trude Herr, Robert Jansen,  Karl-Heinz Hillebrand, Jakob Kauhausen, Lilo Stiegelmeier, Edi Hoven

- 1961: als Opa wird verkauft in der Bearbeitung von Richard Ohnsorg und der Inszenierung von Günther Siegmund am Ohnsorg-Theater, auch als Fernsehübertragung des NDR und DVD.
  - Großvater: Henry Vahl
  - Hannes Kulenkamp (armer Bauer): Heinz Lanker
  - Schorsch Kulenkamp (dessen Sohn): Edgar Bessen
  - Peter Fiesebarg (reicher Bauer): Karl-Heinz Kreienbaum
  - Hanni Fiesebarg (dessen Frau): Erna Raupach-Petersen
  - Eva Fiesebarg (deren Tochter): Ruth Rastedt
  - Katrin Röhricht (Magd): Christa Wehling
  - August Röhricht (Knecht, deren Bruder): Günter Lüdke

- 1962: von Hans Albin mit Hans Moser als Großvater
- 1967: von Olf Fischer im Komödienstadel (TV) mit Michl Lang als Großvater
- 1976: von Theodor Grädler (TV) mit Ludwig Schmid-Wildy als Großvater
- 1982: im Schweizer Fernsehen mit Walter Roderer als Großvater
- 1998: von Erich Neureuther im Komödienstadel (TV) mit Toni Berger als Großvater[1]
- 1999: von Franz Xaver Kroetz im Münchner Volkstheater mit Otto Schenk bzw. Hans-Michael Rehberg als Großvater[2]
- 2014: im Boulevard Theater Münster mit Wolfgang Linnenbrügger als Großvater[3]
- 2016: von Michael Lerchenberg auf den Luisenburg Festspielen mit Michael Altmann als Großvater[4]
- 2019: in der Komödie Düsseldorf mit Peter Millowitsch (Großvater), Andrea Spatzek und Claus Thull-Emden
- 2021: in einer Neufassung von Stephanie Schimmer in Heißmann+Rassau – Komödie aus Franken (TV) mit Volker Heißmann als Großvater und Martin Rassau als Helmut „Helmers“ Schrems[5]

## Hörspiele
- 1947: RIAS – Regie: Hanns Korngiebel, mit Karl Hellmer als Großvater und Franz Weilhammer, Peter Hofkirchner, Otto Braml, Ellen Hille, Reva Holsey
- 1949: NWDR Köln – Regie: Wilhelm Semmelroth, mit Rudolf Therkatz als Großvater und Willy Millowitsch, Fritz Peter Vary, Hans Müller-Westernhagen, Lucy Millowitsch, Ingeborg Schlegel, Trude Herr, Eduard Hermann, Herbert Hennies, Peter René Körner
- 1955: BR – Regie: Willy Purucker, mit Wastl Witt, als Großvater und  Hans Rösner, Hans Baur, Erni Singerl, Hans Hunkele, Ruth Drexel
- 1965: BR – Regie: Olf Fischer, mit Michl Lang als Großvater und Karl Tischlinger,  Maxl Graf, Erni Singerl, Alfred Pongratz, Marianne Lindner